# Opuntia phaeacantha
Opuntia phaeacantha, también denominada cocoteacea Engelm., es una especie fanerógama perteneciente a la familia Cactaceae. Es nativa de Norteamérica en México, Arizona, Tejas y Utah.

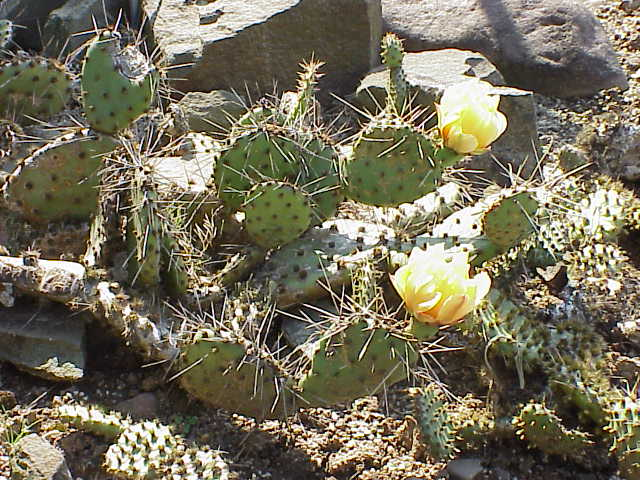
Vista de la planta.

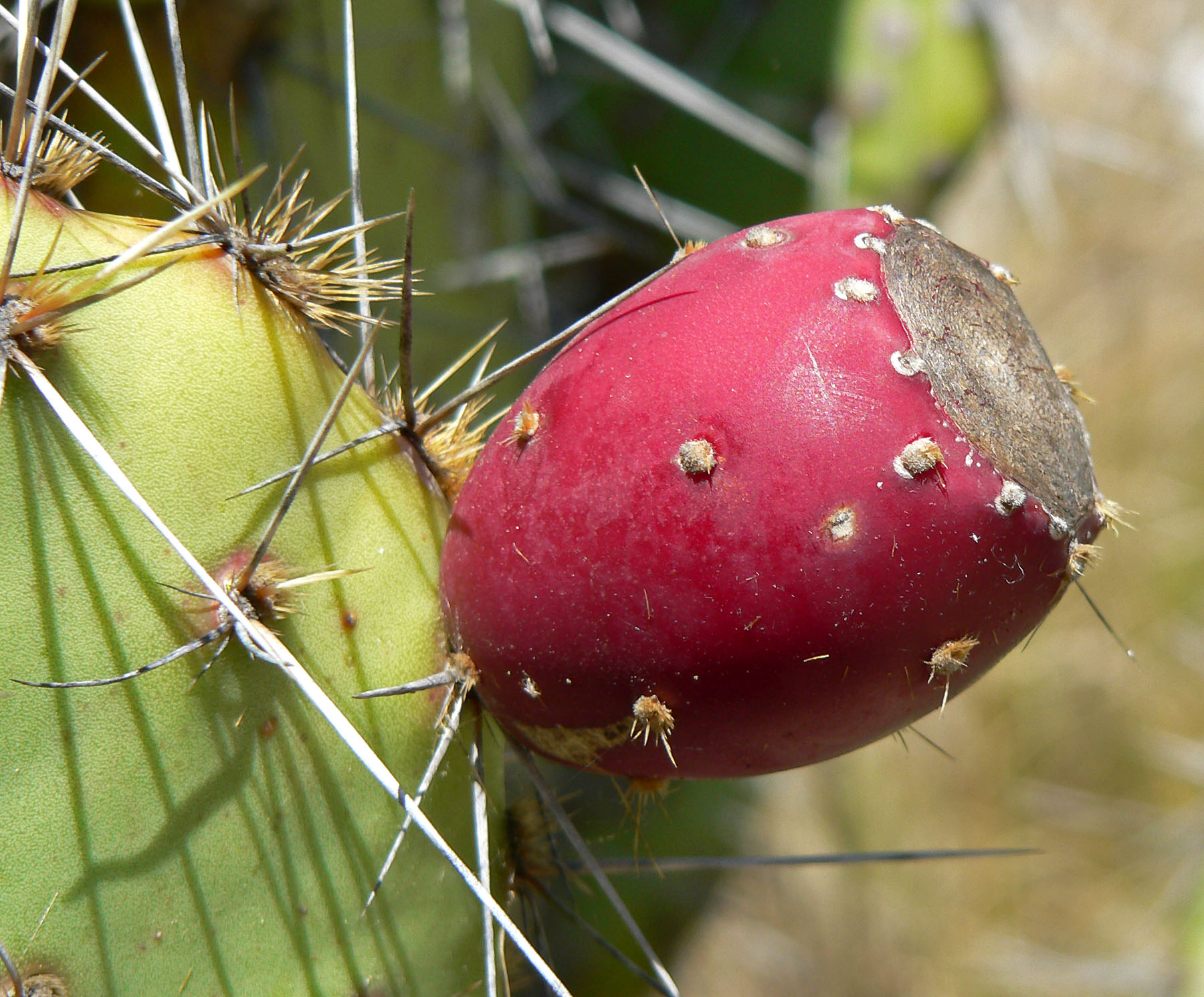
Fruto.

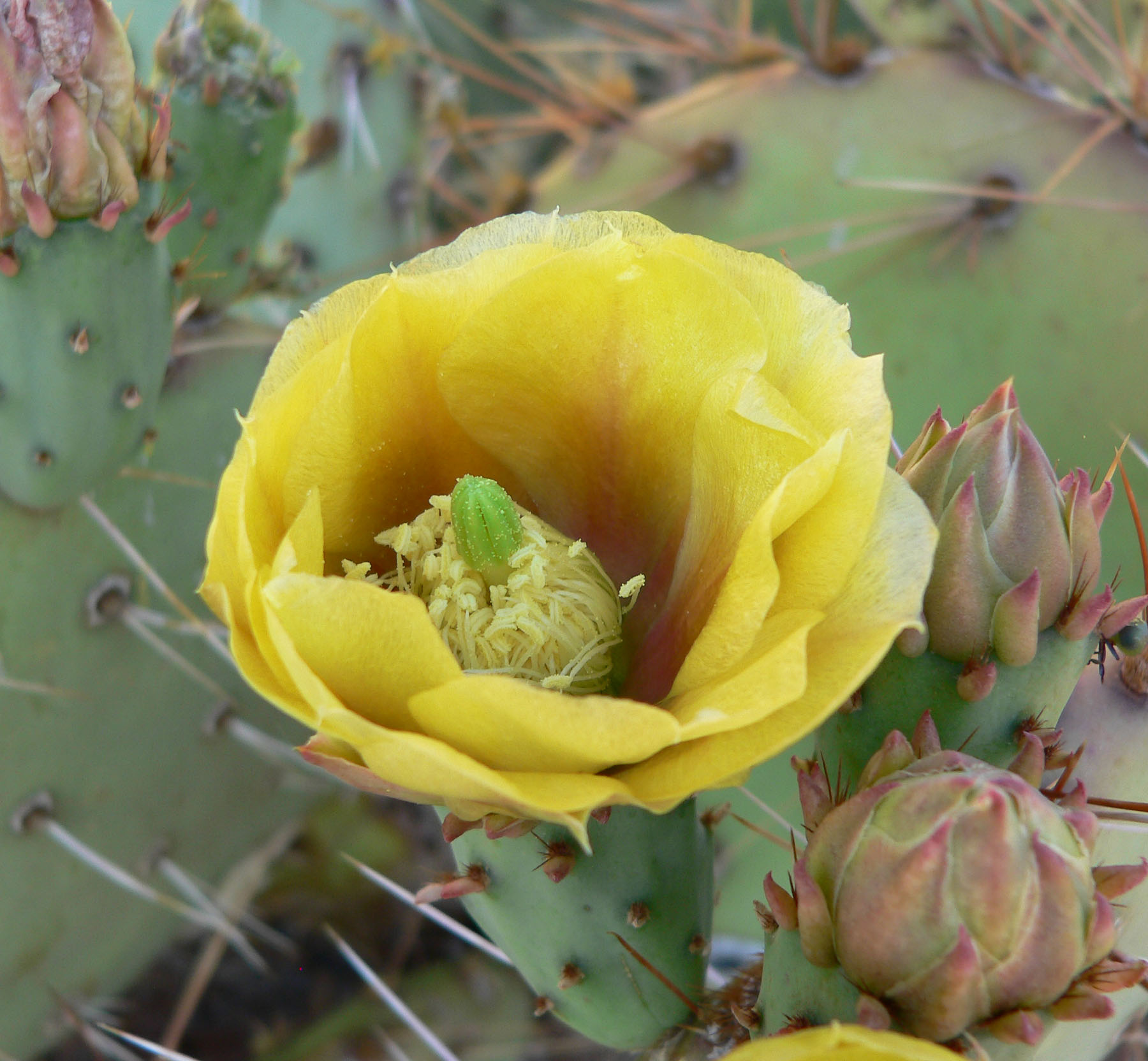
Detalle de la flor.

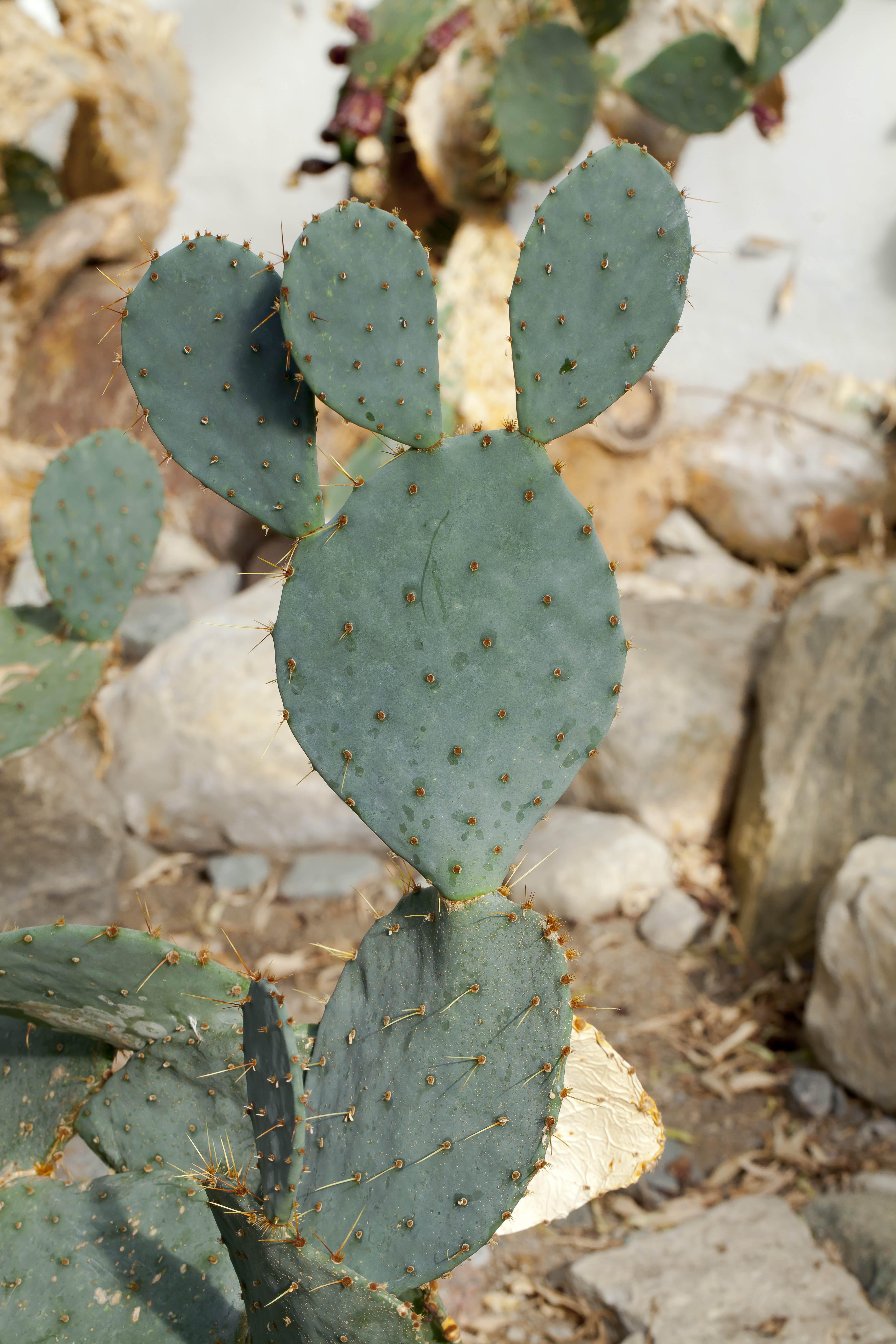
Ejemplar en el conservatorio botánico de Fort Wayne, Indiana.

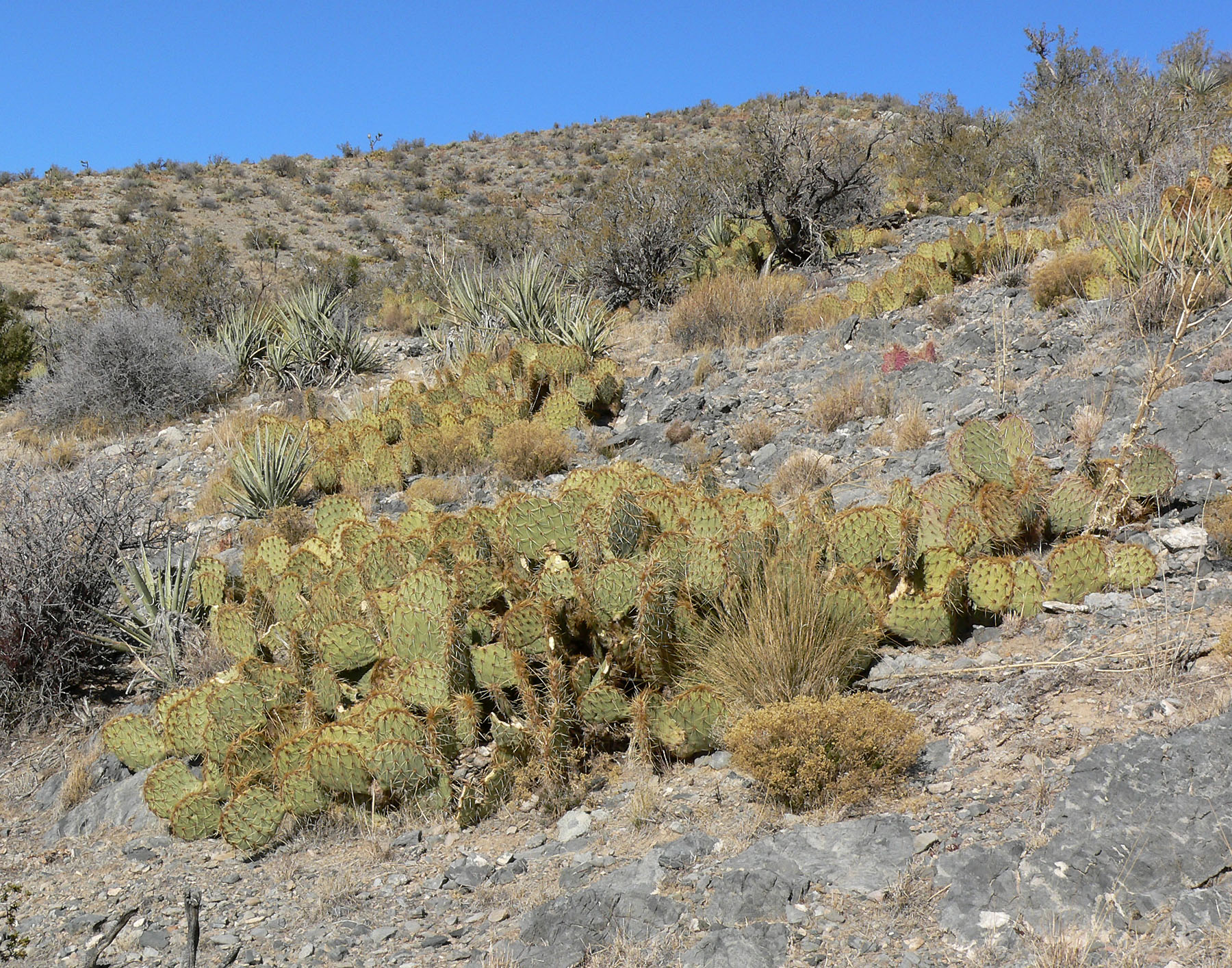
En su hábitat.

## Descripción
Opuntia phaeacantha es una especie arbustiva que crece expandida formando a menudo un gran colchón, que alcanza una altura de hasta 90 centímetros y una anchura de 2,5 metros. Los cladodios son ovados a casi circulares de color azul-verdoso y a menudo tienen una coloración púrpura. Miden de 10 a 40 cm de largo, 7 - 24 de ancho y 1,2 a 1,5 cm de grueso. Las hojas son cónicas extendidas y miden hasta 9 milímetros de largo. Tiene areolas marrones que llevan gloquidios de color marrón rojizo o amarillento y 1 a 10 espinas dorsales, que están raramente ausentes, de color marrón rojizo a marrón oscuro. Se originan a partir de todos los areolas o están restringidas a la parte superior. Las espinas miden 2,5 a 8 centímetros de largo, erectas o recurvadas, a veces curvadas o torcidas o aplanadas.
Las flores son de color amarillo y a veces tienen una base roja. Los frutos son de color rojizo-violeta a púrpura, suaves y carnosas en forma de huevo. Miden de 3,5 a 8 cm de largo y tienen un diámetro de 2 a 4 centímetros.
Se considera que las Cocoteaceas han evolucionado entre 300 y 400 millones de años atrás. El continente Europeo estaba unido a los demás, pero se fue separando progresivamente por la deriva continental. Las especies endémicas del Nuevo Mundo debieron desarrollarse después de esta separación; el distanciamiento significativo se alcanzó en los últimos 500 millones de años. Esto podría explicar la inexistencia de cactus endémicos en Oceanía: éstos evolucionaron en Europa cuando los continentes ya se habían separado.

## Taxonomía
Opuntia phaeacantha  fue descrita por George Engelmann y publicado en Memoirs of the American Academy of Arts and Science, new series 4(1): 51–52. 1849.
Etimología
Opuntia: nombre genérico que proviene del griego usado por Plinio el Viejo para una planta que creció alrededor de la ciudad de Opus en Grecia.
phaeacantha: epíteto latino que significa "con espinas grises".
Sinonimia
- Opuntia camanchica
- Opuntia woodsii
- Opuntia charlestonensis
- Opuntia angustata Engelm. & J.M. Bigelow
- Opuntia chihuahuensis Rose
- Opuntia discata Griffiths
- Opuntia dulcis Engelm.
- Opuntia engelmannii var. discata (Griffiths) A. Nelson
- Opuntia laevis J.M. Coult.
- Opuntia megacarpa Griffiths
- Opuntia mojavensis Engelm. & J.M. Bigelow
- Opuntia procumbens Engelm. & J.M. Bigelow
- Opuntia superbospina Griffiths
- Opuntia zuniensis Griffiths

var. camanchica (Engelm. & J.M. Bigelow) L.D. Benson
- Opuntia camanchica Engelm. & J.M. Bigelow

var. wootonii (Griffiths) L.D. Benson
- Opuntia wootonii Griffiths[4]

Variedades
- Opuntia phaeacantha var. camanchica (Engelm. & Bigelow) L. Benson
- Opuntia phaeacantha var. laevis (Coult.) L. Benson
- Opuntia phaeacantha var. major Engelm.
- Opuntia phaeacantha var. phaeacantha Engelm.
- Opuntia phaeacantha var. wootonii (Griffiths) L. Benson

## Nombre común
Tuna, nopal, chumbera, higo chumbo.